# Sitzendorf an der Schmida
Sitzendorf an der Schmida é um município da Áustria localizado no distrito de Hollabrunn, no estado de Baixa Áustria.